# Kunratice (Liberec)
Kunratice (německy Kunnersdorf) je část města Liberec. Nachází se na jihovýchodě Liberce. Liberec XXIX-Kunratice leží v katastrálním území Kunratice u Liberce o rozloze 1,87 km².

## Historie
První písemná zmínka o vesnici pochází z roku 1542.

## Doprava
Kunraticemi prochází nová přeložka silnice I/14 z Liberce do Jablonce nad Nisou. Zprovozněna byla v roce 2018 a nahradila dosavadní silnici plnou serpentin.
Do Kunratic zajíždí linka č. 22 a 29 liberecké MHD a linka č. 112 jablonecké MHD. Autobusy končí na obratišti Kunratice Mšenská, umístěné před areálem firmy Novoplast. Po vybudování přeložky se toto obratiště ocitlo mimo hlavní tah na Jablonec a přestala tu tak zastavovat meziměstská autobusová linka č. 141. Na základě připomínek místních obyvatel však bylo obnoveno zastavování několika jejích spojů v zastávce Kunratice, Nad Lukášovem, která je umístěna na původní komunikaci.
Kunraticemi prochází modrá turistická značka vedoucí Prosečským hřebenem.